# Ceranthes apellodora
Ceranthes apellodora är en fjärilsart som beskrevs av Edward Meyrick 1926. Ceranthes apellodora ingår i släktet Ceranthes och familjen praktmalar, Oecophoridae. Inga underarter finns listade i Catalogue of Life.